# Lacrimosa (реквием)
Lacrimosa — это часть «Dies Irae», секвенции в реквиеме. Её текст на латыни происходит от 18-й и 19-й станс секвенции. Многие композиторы, включая Моцарта, Берлиоза и Верди, положили музыку к тексту

## Текст
| Lacrimosa dies illa Qua resurget ex favilla Judicandus homo reus. Huic ergo parce, Deus: Pie Jesu Domine, Dona eis requiem. Amen. | Этот слёзный день настанет, Как из праха вновь восстанет Человек виновный тоже, Пощади его, О, Боже. Иисус, Господь благой, Ты пошли Им упокой. Амен. |

### Буквальный перевод
Плачевен день тот,
Когда восстанет из праха
Для суда человек обвиняемый.
Его поэтому пощади, Боже!
Милосердный Господи Иисусе,
Даруй ему покой. Аминь.